# Гадерслебен (повіт)
Га́дерслебен, або Гадерслебенський пові́т (нім. Kreis Hadersleben) — земельний повіт у Пруссії (1867—1871) та Німеччині (1871—1920). Повітовий центр — Гадерслебен. Розташовувався у Північному Шлезвігу (нині — південна частина Данії). Перебував у складі Шлезвіг-Гольштейської провінції (1867—1920). Створений 1867 року на основі управління і міста Гадерслебен як повіт. Входив до Шлезвізької урядової округи. У складі повіту перебувало 133 громади. Площа — 1.786,62 км². Населення — 63.575 осіб (1910); густота населення — 36 ос./км². Після поразки Німеччини у Першій Світовій війні відійшов Данії 1920 року за підсумками плебісциту.

## Історія
- 1868: створено повіт у складі Королівства Пруссія, Шлезвіг-Гольштейнська провінція, Шлезвігський урядовий округ.
- з 1871: Німецька імперія
- з 1918: Республіка
- Після поразки Німеччини у Першій Світовій війні країна уклала Версальський договір від 28 червня 1919 року, який вимагав провести на території Шлезвігу плебісцит населення про приналежність до Данії. 10 лютого 1920 року, під наглядом спостерігачів від представників Антанти, відбувся плебісцит у Північному Шлезвігу, так званій Зоні І, до якої входив Гадерслебенський повіт. 84% населення повіту (34.653 особи) і 61,4% населення міста Гадерслебен (5.209 осіб) проголосували за входження до складу Данії[1]. 15 червня того ж року весь Північний Шлезвіг, включно із Гадерслебенським повітом, перейшов під данський контроль[1].

## Населення
| Рік  | Осіб   | Лютерани     | Католики |
| ---- | ------ | ------------ | -------- |
| 1900 | 57.215 | 56.521 (99%) | 344 (1%) |
| 1910 | 63.575 | 62.785 (99%) | 702 (1%) |

## Влада

### Вибори до Рейхстагу
Відсотки голосів на виборах до Рейхстагу за виборчим округом Гадерслебен-Зондербург:
| Партія                     | 1907   | 1912   |
| -------------------------- | ------ | ------ |
| Імперська партія           | 31,5 % | 27,6 % |
| Соціал-демократична партія | 4,8 %  | 6,1 %  |
| Данська партія             | 63,4 % | 65,0 % |
| Невизначено                | -      | 1,2 %  |
| Інші                       | 0,3 %  | 0,1 %  |

### Ландрати
- 1868–1870: Otto Kier (1829–1899)
- 1871–1881: Jonas von Rosen
- 1881–1892: Arthur Schreiber (1849–1921)
- 1894–1900: Karl Mauve (1860–1922)
- 1901–1908: Johannes Becherer
- 1909–1913: Gottfried von Dryander (1876–1951)
- 1914–1920: Hugo Löw von und zu Steinfurt